# Bhuvan Shome
Bhuvan Shome (Hindi: भुवन सोम, Bhuvan Som) ist eine Hindi-Filmkomödie von Mrinal Sen aus dem Jahr 1969.

## Handlung
Bhuvan Shome ist ein einsamer Witwer mittleren Alters und arbeitet engagiert als Staatsangestellter für die indische Eisenbahn. Außerdem ist er ein strenger und fanatischer Vorgesetzter, der sogar nicht davor zurückschreckte seinen eigenen Sohn aus dem Job zu feuern.
Der Zugschaffner Jadhav Patel  ist besorgt, da Bhuvan Shome sein Kommen angekündigt hat und er wegen des Forderns von Bestechungsgeldern von Passagieren einen schlechten Report erhalten wird.
Shome will zum Jagen nach  Saurashtra in Gujarat reisen; nicht gerade Großwild, sondern Vögel. Praktische Erfahrung hat er nicht, aber darüber gelesen. Morgens um vier steht er auf und reist auf dem Ochsenkarren eines Einheimischen in wilder Fahrt zu dem abgelegenen Hinterland. Er überlebt einen Angriff von einem Büffel, der sich im Nachhinein als harmlos herausstellt, und macht die Bekanntschaft der Dorfschönheit Gauri. Bei der Vogeljagd ist er nicht erfolgreich. Gauri gibt ihm Tipps und hilft ihm bei der Entenjagd in den Sanddünen Saurashtras. Es gelingt ihm, wenigstens eine Ente anzuschießen, die er mitnimmt.
In Gauris Haus entdeckt er das Foto des Zugschaffners Patel und muss enttäuscht erfahren, dass Gauri mit ihm verlobt ist. Seinen anfänglichen Plan Patel zu entlassen verwirft er schließlich, da Gauri ihm das einfache und glückliche Leben auf dem Land nahegebracht hat und er eine Heirat der beiden nicht vereiteln will.
So wird aus dem harten und fanatischen Bhuvan Shome ein liebenswerter Mensch, der die einfachen Dinge des Lebens nun zu schätzen weiß, dank der demütigenden aber erheiternden Erfahrungen eines Tages.

## Hintergrund
Bhuvan Shome entstand nach einer Kurzgeschichte des bengalischen Autors Bonophul. Die Hauptfigur des Films wird am Anfang des Filmes als Bengale vorgestellt, der fast sein ganzes Leben außerhalb Bengalens verbracht und dennoch bengalische Gewohnheiten behalten hat. Zur Illustration sind Bilder von Vivekananda und Rabindranath Thakur sowie Filmaufnahmen von Satyajit Ray, Ravi Shankar und einer politischen Demonstration in Kolkata zu sehen.
Der Film brachte Mrinal Sen den endgültigen Durchbruch als Regisseur und war das Debüt der Schauspielerin und Dokumentarfilmerin Suhasini Mulay und des Kameramanns K. K. Mahajan. Mit geringem Budget von der Film Finance Corporation finanziert, gilt Bhuvan Shome als Beginn des „New Indian Cinema“. Mrinal Sen beschrieb seinen Film als Tati-inspirierten Nonsense.

## Auszeichnungen
National Film Award (1970)
- National Film Award/Bester Film an Mrinal Sen
- National Film Award/Beste Regie an Mrinal Sen
- National Film Award/Bester Hauptdarsteller an Utpal Dutt